# Pnin
Pnin è il tredicesimo romanzo di Vladimir Nabokov e il quarto scritto in inglese, pubblicato nel 1957. Il successo dell'opera negli Stati Uniti avrebbe lanciato la carriera letteraria dell'autore a nuovi livelli. Il protagonista eponimo, Timofej Pavlovič Pnin, è un professore universitario russo di cinquant'anni che abita negli USA. Esiliato dalla Rivoluzione Russa e da quella che chiama la "guerra di Hitler", Pnin insegna nel finzionale Waindell College, liberamente ispirato alla Cornell University e al Wellesley College, luoghi dove Nabokov stesso insegnò.
Il romanzo si basa sulle esperienze di Nabokov nelle istituzioni accademiche americane ed è pieno di riferimenti a persone e dettagli fisici di quella università.
Il personaggio principale si basa in parte su Marc Szeftel, professore a Cornell, che si era un po' risentito per la somiglianza.
Sezioni di Pnin vennero inizialmente pubblicate, a puntate, su The New Yorker per garantire a Nabokov un certo reddito mentre viaggiava in tutti gli Stati Uniti alla ricerca di un editore con cui pubblicare Lolita.  Venne poi rivisto e integrato prima di essere pubblicato come libro.

## Trama
Il protagonista, Timofej Pavlovič Pnin, è un professore russo residente negli Stati Uniti d'America, un cinquantenne che ha abbandonato l'Europa: è un ricercatore universitario di russo al Waindell College. Si è sistemato in una semi-rispettabile posizione accademica fuori ruolo, ma la sua condizione è quella dello spaesato, che conosce la perdita delle radici e la sofferenza di una personalità scissa, traumatizzata. Così, Pnin si ritrova più volte in situazioni e disavventure tragicomiche, e alle prese con la difficoltà di adattarsi al modo di vivere e al linguaggio americano. L'arma che Nabokov oppone alla volgarità e alla mediocrità compiaciuta del conformista è il riso a volte ironico, sotto le cui sferzate franano le incrostazioni che soffocano la vita vera, ossia la falsità, i finti valori, gli ideali inconsistenti. Pnin, alla fine, abbandona il Waindell College; disoccupato, parte per una destinazione sconosciuta.
Tra i personaggi del libro vi sono il suo capo di dipartimento, diversi professori e personale universitario, il padrone di casa, la sua ex-moglie e il figlio. Il narratore si identifica come "Vladimir Vladimirovič N---" e presenta somiglianze con Nabokov stesso, come la sua passione per i lepidotteri e il suo passato da emigrato russo borghese.

## Edizioni italiane
- Pnin, traduzione di Letizia Ciotti Miller, Collana Romanzi moderni, Milano, Garzanti, 1959.
- Pnin, traduzione di Bruno Oddera, Collana Oscar n.97, Milano, Mondadori, 1967.
  - stessa trad., Milano, Longanesi, 1985, ISBN 88-30-40535-3
  - stessa trad., Parma, Guanda, 1991, ISBN 88-77-46272-8
- Pnin, traduzione di Elena De Angeli, Collana Biblioteca n.361, Milano, Adelphi, 1998, ISBN 88-45-91389-9.